# Fleinvær
Fleinvær est une localité du comté de Nordland, en Norvège.

## Géographie
Administrativement, Fleinvær fait partie de la kommune de Gildeskål.